# 2429 Schürer
2429 Schürer là một tiểu hành tinh vành đai chính với chu kỳ quỹ đạo là 1505.8494723 ngày (4.12 năm).
Nó được phát hiện ngày 12 tháng 10 năm 1977 bởi nhà thiên văn người Thụy Sĩ Paul Wild.